# Schistura susannae
 Schistura susannae és una espècie de peix de la família dels balitòrids i de l'ordre dels cipriniformes.

## Morfologia
- Cos amb 6-11 franges fosques.
- Els mascles poden assolir els 5,2 cm de longitud total.
- 12 radis tous a l'aleta dorsal i 8 a l'anal.
- Presenta una franja de color negre a la base de l'aleta caudal i una petita incisió al llavi superior.
- Línia lateral incompleta.[2]

## Hàbitat i distribució geogràfica
És un peix d'aigua dolça, demersal i de clima tropical, el qual es troba als gorgs de fons sorrencs o de grava del rierol Mong Mo al centre del Vietnam.

## Amenaces
La seua principal amenaça és el desenvolupament futur de l'ús dels recursos hídrics en la seua àrea de distribució.